# Camposcuola
Il campo scuola è un'attività con fine ludico-ricreativo, generalmente rivolta a bambini ed adolescenti.

## Caratteristiche
La durata del camposcuola va, in media, dai due giorni alle due settimane. Viene organizzato da enti senza fini di profitto che promuovono l'educazione dei ragazzi attraverso lo sport, l'animazione, la formazione religiosa.
Il camposcuola è residenziale e ha spesso sede in montagna, in apposite strutture come le case in autogestione. I siti web di oratori e parrocchie, ad esempio, presentano spesso pagine dedicate alle esperienze di camposcuola. Oltre che dalle istituzioni cattoliche, sono talvolta gestiti anche dall'istituzione scolastica.
In Italia, è attiva dal 2000 l'associazione "Campiscuola Organizzazione" che si occupa di organizzare eventi ed assistere i gruppi impegnati in tale attività.

## Storia
Nel corso del ventesimo secolo, attività assimilabili al camposcuola (anche se organizzati dalle istituzioni didattiche) erano i campeggi e le colonie estive.